# Campeonato Paraguaio de Futebol de 2021 – Segunda Divisão
A División Intermedia de 2021 será a 103ª edição da segunda divisão masculina do Campeonato Paraguaio de Futebol e a 24ª como División Intermedia. O segundo nível do futebol paraguaio será disputado por 18 times (de forma excepcional) e contará com organização da Associação Paraguaia de Futebol (APF), entidade máxima do futebol no Paraguai. Esta edição marcará o retorno da categoria depois de uma ausência de mais de um ano, já que a edição de 2020 não foi disputada devido à pandemia de COVID-19. O campeonato outorgará três vagas diretas à Primera División de 2022 e uma possível quarta vaga através de uma repescagem, entre o quarto melhor colocado do Intermedia e o penúltimo da tabela de rebaixamento da División de Honor. O campeão do Intermedia também assegurará uma vaga história para a CONMEBOL Sul-Americana de 2022.

## Regulamento

### Sistema de disputa
A División Intermedia será disputada por 18 clubes em fase única, com partidas de ida e volta (turno e returno), no sistema de pontos corridos. Não há campeões por turnos, sendo declarado campeão o time que obtiver o maior número de pontos após as 34 rodadas. Os três primeiros colocados garantem acesso à Primera División de 2022. O 4º colocado disputa uma repescagem (playoff) contra o penúltimo da tabela de rebaixamento da Primera División para saber quem jogará na elite na próxima temporada.

### Critérios de desempate
Em caso de empate no número de pontos ganhos, serão aplicados os critérios de desempate, na seguinte ordem:
1. Jogo extra (somente no caso de empate na primeira posição);
2. Maior saldo de gols;
3. Mais gols pró (marcados);
4. Mais gols marcados como visitante;
5. Sorteio.[8]

### Vagas em outras competições
As vagas da Intermedia de 2021 para a División de Honor de 2022 e para a Copa Sul-Americana de 2022 será dividida da seguinte forma:
| Posição | Classificação para a                                                            |
| ------- | ------------------------------------------------------------------------------- |
| 1       | - Copa Sul-Americana de 2022 - Primeira Divisão do Campeonato Paraguaio de 2022 |
| 2–3     | - Primeira Divisão do Campeonato Paraguaio de 2022                              |
| 4       | - Repescagem por uma vaga na Primeira Divisão do Campeonato Paraguaio de 2022   |

## Participantes
Dezoito times irão competir na temporada: onze que permaneceram da última temporada; entre os promovidos das divisões inferiores temos o Sportivo Ameliano e o Tacuary, ambos de Assunção, campeão e vice-campeão da Primera B de 2019, respectivamente; o Guaraní de Trinidad, campeão da Primera B Nacional de 2019; e das divisões superiores vieram Deportivo Capiatá de Capiatá e Deportivo Santaní de San Estanislao, rebaixados da Primera División de 2019 e General Díaz de Luque e Sportivo San Lorenzo, rebaixados da Primera División de 2020. O Pastoreo FC de Juan Manuel Frutos também deveria participar desta edição como campeão do Campeonato Nacional de Interligas de 2019–20, no entanto, o Conselho Executivo da APF decidiu adiar sua estreia no certame para 2022.

### Informações dos clubes
| Equipe                  | Cidade               | Departamento                | Estádio (mando)         | Título (último)    |
| ----------------------- | -------------------- | --------------------------- | ----------------------- | ------------------ |
| Atlético 3 de Febrero   | Ciudad del Este      | Departamento de Alto Paraná | Antonio Aranda          | 3 (último em 2017) |
| Atyrá FC                | Atyrá                | Departamento de Cordillera  | San Francisco de Asís   | 0 (nenhum)         |
| Deportivo Capiatá       | Capiatá              | Departamento Central        | Erico Galeano           | 0 (nenhum)         |
| Deportivo Santaní       | San Estanislao       | Departamento de San Pedro   | Juan José Vázquez       | 0 (nenhum)         |
| Fernando de la Mora     | Assunção             | Distrito Capital            | Emiliano Ghezzi         | 1 (em 1930)        |
| Fulgencio Yegros        | Ñemby                | Departamento Central        | Parque Fulgencio Yegros | 0 (nenhum)         |
| Guaraní de Trinidad     | Trinidad             | Departamento de Itapúa      | Club Guaraní            | 0 (nenhum)         |
| General Caballero (JLM) | Juan León Mallorquín | Departamento de Alto Paraná | Leandro Ovelar          | 6 (último em 2010) |
| General Díaz            | Luque                | Departamento Central        | Adrián Jara             | 1 (em 2012)        |
| Independiente (CG)      | Assunção             | Distrito Capital            | Ricardo Gregor          | 1 (em 2016)        |
| Resistencia SC          | Assunção             | Distrito Capital            | Tomás Beggan Correa     | 4 (último em 1998) |
| Rubio Ñu                | Assunção             | Distrito Capital            | La Arboleda             | 7 (último em 2008) |
| Sportivo 2 de Mayo      | Pedro Juan Caballero | Departamento Amambay        | Río Parapití            | 1 (em 2005)        |
| Sportivo Ameliano       | Assunção             | Distrito Capital            | José Tomás Silva        | 0 (nenhum)         |
| Sportivo Iteño          | Itá                  | Departamento Central        | Salvador Morga          | 0 (nenhum)         |
| Sportivo San Lorenzo    | San Lorenzo          | Departamento Central        | Gunther Vogel           | 7 (último em 2014) |
| Sportivo Trinidense     | Assunção             | Distrito Capital            | Martín Torres           | 1 (em 2009)        |
| Tacuary FBC             | Assunção             | Distrito Capital            | Toribio Vargas          | 1 (em 2002)        |

| Fonte: Soccerway (em castelhano) |

### Classificação
| Pos. | Equipes               | Pts | J  | V  | E  | D  | GP | GC | SG  | Classificação                                                                     |
| ---- | --------------------- | --- | -- | -- | -- | -- | -- | -- | --- | --------------------------------------------------------------------------------- |
| 1    | General Caballero     | 73  | 34 | 22 | 7  | 5  | 67 | 31 | +36 | Promovido à Primera División de 2022; Primeira fase da Copa Sul-Americana de 2022 |
| 2    | Resistencia SC        | 61  | 34 | 16 | 13 | 5  | 44 | 22 | +22 | Promovidos à Primera División de 2022                                             |
| 3    | Tacuary               | 57  | 34 | 16 | 9  | 9  | 54 | 44 | +10 | Promovidos à Primera División de 2022                                             |
| 4    | Sportivo Ameliano     | 56  | 34 | 16 | 8  | 10 | 51 | 37 | +14 | Repescagem pelo acesso à Primera División de 2022                                 |
| 5    | Sportivo San Lorenzo  | 53  | 34 | 14 | 11 | 9  | 60 | 44 | +16 |                                                                                   |
| 6    | Sportivo Trinidense   | 52  | 34 | 14 | 10 | 10 | 48 | 48 | 0   |                                                                                   |
| 7    | Independiente (CG)    | 51  | 34 | 14 | 9  | 11 | 38 | 30 | +8  |                                                                                   |
| 8    | Atlético 3 de Febrero | 48  | 34 | 11 | 15 | 8  | 48 | 44 | +4  |                                                                                   |
| 9    | Fernando de la Mora   | 45  | 34 | 10 | 15 | 9  | 40 | 36 | +4  |                                                                                   |
| 10   | Atyrá FC              | 43  | 34 | 10 | 13 | 11 | 47 | 45 | +2  |                                                                                   |
| 11   | Guaraní de Trinidad   | 41  | 34 | 10 | 11 | 13 | 34 | 37 | −3  |                                                                                   |
| 12   | Deportivo Santaní     | 41  | 34 | 9  | 14 | 11 | 38 | 42 | −4  |                                                                                   |
| 13   | Rubio Ñu              | 39  | 34 | 9  | 12 | 13 | 34 | 44 | −10 |                                                                                   |
| 14   | Deportivo Capiatá     | 39  | 34 | 8  | 15 | 11 | 34 | 47 | −13 |                                                                                   |
| 15   | Sportivo Iteño        | 39  | 34 | 8  | 15 | 11 | 26 | 39 | −13 |                                                                                   |
| 16   | Sportivo 2 de Mayo    | 36  | 34 | 9  | 9  | 16 | 39 | 55 | −16 |                                                                                   |
| 17   | General Díaz          | 24  | 34 | 6  | 6  | 22 | 25 | 53 | −28 |                                                                                   |
| 18   | Fulgencio Yegros      | 21  | 34 | 5  | 6  | 21 | 25 | 54 | −29 |                                                                                   |

| O(s) primeiro(s) jogo(s) será(ão) disputado(s) em data a ser definida. Fonte: Tigo Sports (em castelhano), Soccerway, Goal                                                                                            |
| Regras para classificação: 1) Pontos, 2) Jogo de desempate (em caso de empate em pontos entre dois times na primeira posição), 3) Saldo de gols, 4) Gols pró (marcados), 5) Gols marcados como visitante, 6) Sorteio. |

## Resultados

### Primeiro turno
| 12 de abril de 2021 | Deportivo Capiatá | 0 – 3 | Independiente CG |  |  |
|                     |                   |       |                  |  |  |

| 11 de abril de 2021 | Resistencia SC | 1 – 0 | General Díaz |  |  |
|                     |                |       |              |  |  |

| 10 de abril de 2021 | Fernando de la Mora | 2 – 2 | Sportivo San Lorenzo |  |  |
|                     |                     |       |                      |  |  |

| 9 de abril de 2021 | Sportivo 2 de Mayo | 0 – 0 | Guaraní de Trinidad |  |  |
|                    |                    |       |                     |  |  |

| 10 de abril de 2021 | Sportivo Trinidense | 1 – 1 | Deportivo Santaní |  |  |
|                     |                     |       |                   |  |  |

| 11 de abril de 2021 | Atyrá FC | 0 – 0 | Rubio Ñu |  |  |
|                     |          |       |          |  |  |

| 10 de abril de 2021 | Tacuary FBC | 0 – 0 | Sportivo Iteño |  |  |
|                     |             |       |                |  |  |

| 11 de abril de 2021 | Sportivo Ameliano | 0 – 2 | General Caballero (JLM) |  |  |
|                     |                   |       |                         |  |  |

| 9 de abril de 2021 | Atlético 3 de Febrero | 1 – 1 | Fulgencio Yegros |  |  |
|                    |                       |       |                  |  |  |

| O(s) primeiro(s) jogo(s) será(ão) disputado(s) em data a ser definida. Fonte: Tigo Sports (em castelhano), Soccerway, Goal e IntermediaAPF (em castelhano) |

## Estatística da temporada

### Artilharia
| Rank | Jogador | Time | Gols |
| ---- | ------- | ---- | ---- |

## Premiação
| Campeonato Paraguaio de Futebol de 2021 División Intermedia de 2021 |
| ------------------------------------------------------------------- |
| A definir Campeão (?º título)                                       |